# Кіліманджаро

Тривимірна анімація Кіліманджаро

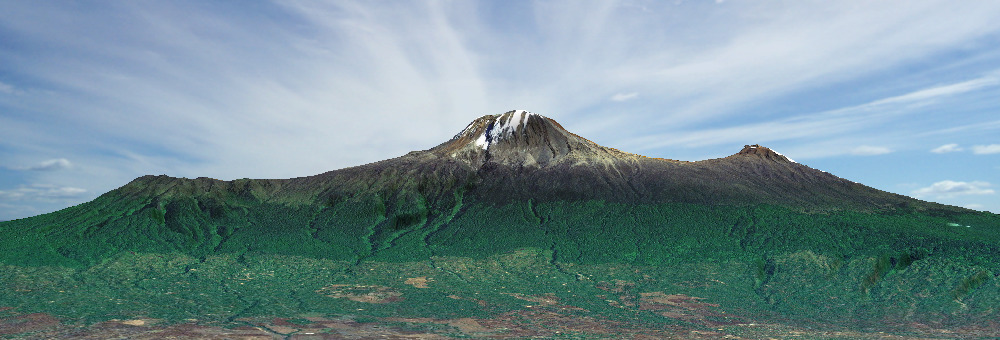
3D вид Кіліманджаро. Зліва направо: Шира, Кібо і Мавензі. Висота для наочності перебільшена у 1,5 раза

Кіліманджа́ро — гірський масив, потенційно активний стратовулкан на північному сході Танзанії, найвища точка Африки над рівнем моря (5895 м). З 1902 по 1918 роки мав назву Вершина Кайзера Вільгельма (нім. Kaiser-Wilhelm-Spitze). Кіліманджаро підноситься над плоскогір'ям Масаї, яке розташоване на висоті 900 метрів над рівнем моря. Про походження назви є декілька версій (див. нижче). У 2003 році вчені прийшли до висновку, що розплавлена лава знаходиться всього в 400 метрах під кратером головної вершини Кібо. Хоча й не прогнозується іншої активності, крім викидів газу, що відбуваються зараз, існують побоювання, що вулкан може обрушитися, що призведе до великого виверження на зразок гори Сент-Геленс. Кілька обвалів і зсувів ґрунту вже відбувалися на Кібо в минулому. У результаті одного з них утворився так званий «західний пролом».
У Кіліманджаро не було документованих вивержень, але місцеві легенди говорять про вулканічну активність 150–200 років тому.
Найвищою точкою гори та Африки є пік Ухуру вулкана Кібо, 5895 м, що відноситься до «Семи вершин». Пік був вперше підкорений Гансом Маєром в 1889 році. Два інших піки — це теж згаслі вулкани: Мавензі (5149 м, третій по висоті пік Африки після Ухуру і гори Кенія) і Шира (3962 м).

## Історія
Перша згадка про ці засніжені гори відноситься до II століття н. е. Вони позначені на географічній карті Птолемея. Пізніше, у XIII і XIV століттях, про неї повідомляли китайські мореплавці, які торгували зі східним узбережжям Африки. Але датою відкриття Кіліманджаро вважається 11 травня 1848 року, а автором відкриття — німецький пастор Йоганнес Ребманн (Johannes Rebmann, 1820–1876). У 1861 році підкорена висота 2500 м, в 1862 році досягнута відмітка 4200 м, в 1883, 1884 і 1887 — позначка 5270 м, і всі ці сходження було здійснено графом Телкі. 5 жовтня 1889 року німецький альпініст Ганс Маєр (Hans Meyer, 1858–1929) і його австрійський провідник Людвіг Пуртшелер (Ludwig Purtscheller, 1849–1900) вперше досягли вершини. В 1996 році в Марангу ще був живий їхній товариш по сходженню з народу чага — Мзеє Лауво, якому повинно було бути понад 120 років. Мавензі була підкорена лише в 1912 році Охлером і Клутьє.
У книзі «Життя, подорожі і робота в східній Африці» можна знайти опис того, як її автор Чарльз Нью спробував підкорити Кіліманджаро в 1861 році в тропічних шортах і легкій сорочці, при цьому його 13 портерів були абсолютно голими. Не дивно, що вони не змогли зійти на вершину, хоча і досягли кордону снігу, що теж є хорошим результатом.

## Походження назви
Назва походить з мови суахілі і, ймовірно, означає «гора, яка виблискує».
Точно не відомо, як саме утворилася назва Кіліманджаро, на цей рахунок існує кілька теорій. Багато з цих теорій припускають, що слово розбивається на Kilima (на суахілі «пагорб, маленька гора») і Njaro, у якого версії варіюються від стародавнього слова суахілі білий або блискучий до слова мови Кічагга jaro, що означає караван. Недолік цих теорій полягає в тому, що вони не можуть пояснити, чому використовується зменшувальне слово kilima замість належного для гори mlima. Інший підхід має на увазі, що назва походить зі слова мови Кічагга kilemanjaare або kilemajyaro, що означає «той, хто перемагає птицю/леопарда/караван». Однак ця теорія не пояснює факт, що сама назва Кіліманджаро не використовувалася в мові Кічагга до недавнього часу.

## Географія

### Розташування

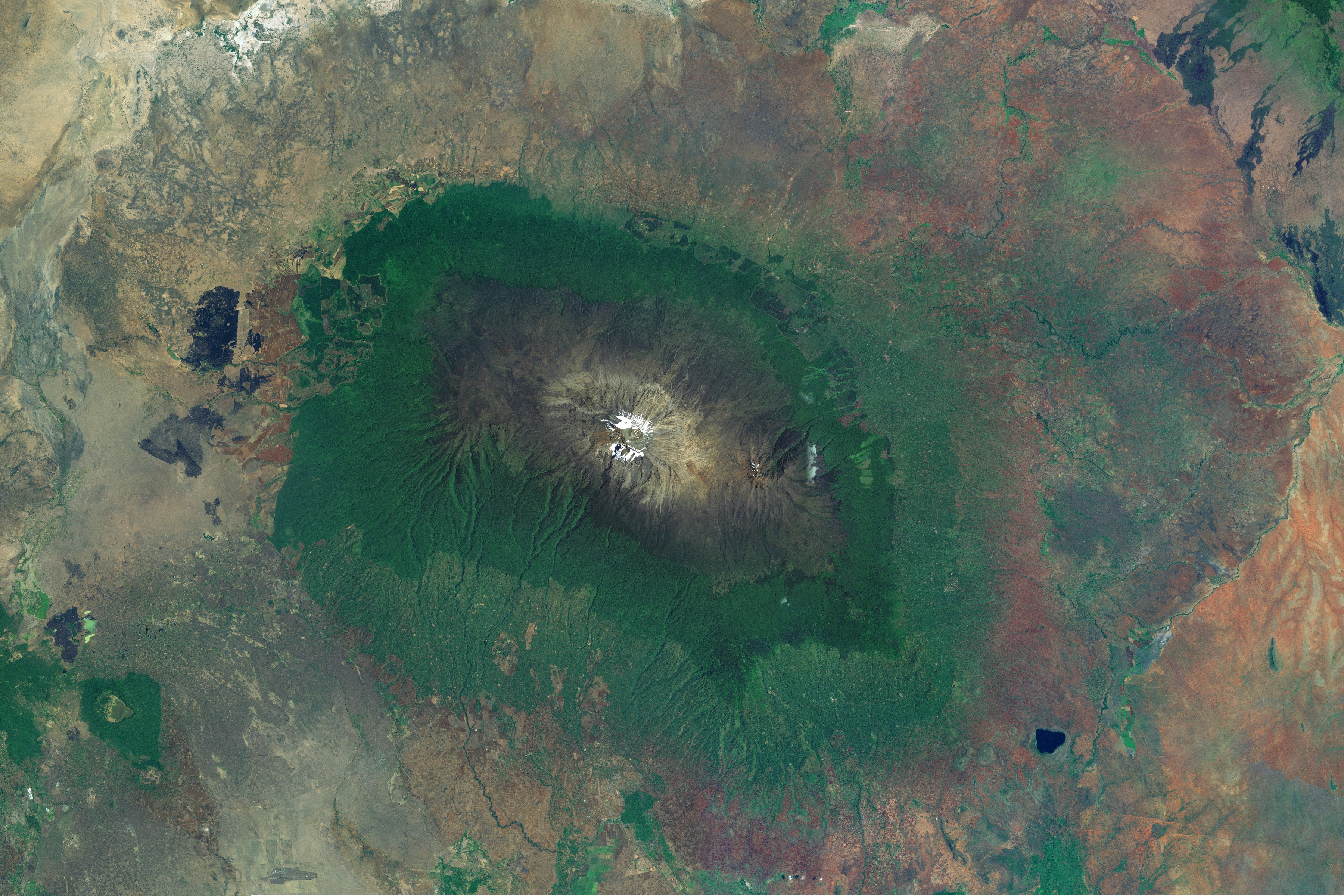
Супутниковий знімок Кіліманджаро.

Кіліманджаро височить у північно-східній Танзанії на 5 891,8 метрів згідно з вимірюваннями, проведеними в 2008 році за допомогою системи GPS і ґравітації, замінивши попереднє значення в 5 895 метрів отримане в 1952 році командою британців. Висота, яка була предметом вимірювань з 1889 року, з результатами, що різнилися більш ніж на сто метрів, є найбільшою в Африці і, отже, Кіліманджаро є однією з Семи Вершин. Він розташований недалеко від кордону з Кенією, який проходить по північних і східних схилах гори. Вона височіє посеред рівнинної савани, яка оточує гору у формі краплі на 4800–5200 метрів, що робить цю гору найвищою ізольованою горою у світі. Кіліманджаро займає площу в 388 500 гектарів. Гора є вулканічним комплексом овальної форми, простягається на 70 км з північного заходу на південний схід і на 50 кілометрів з північного сходу на південний захід і знаходиться за 340 км на південь від екватору. Гора Меру розташована за 75 км на південний захід, а гора Кенія, другий за висотою пік в Африці, за 300 кілометрів на північ. Найближче місто, Моші, знаходиться в Танзанії на південь від гори, і є головною відправною точкою для сходження на неї. Міжнародний аеропорт Кіліманджаро, розташований в п'ятдесяти кілометрах на південний захід від вершини, обслуговує з 1971 року весь регіон зі всіма його парками. Додома, столиця Танзанії, і Дар-ес-Салам, знаходяться відповідно за 380 км на південний захід і 450 км на південний схід, тоді як Найробі знаходиться всього за 200 км на північ-північ-захід. Узбережжя Індійського океану — за 270 км від гори. Адміністративно Кіліманджаро знаходиться в регіоні Кіліманджаро, що частково охоплює райони Гай (англ. Hai), Моші Рурал (англ. Moshi Rural) і Ромбо (англ. Rombo), де знаходиться найвища точка, і більша частина гори. Вулкан цілком включений в Національний парк Кіліманджаро.

### Топографія

Топографічна карта Кіліманджаро та гори Меру.

Кіліманджаро є стратовулканом загалом конічної форми. Він складається з трьох основних вершин, які також є згаслими вулканами: Шира на заході з 3962 м над рівнем моря, Кібо з 5891,8 метрами висоти в центрі і Мавензі з 5149 метрами висоти на сході. Кібо вінчається у верхній частині еліптичною кальдерою 2,4 км в ширину і 3,6 км в довжину, що оточує кратер з назвою Кратер Ройш (англ. Reusch Crater) і діаметром 900 метрів, в центрі якого стоїть конус попелу 200 метрів в діаметрі, який називають Аш Піт (англ. Ash Pit). Основний пік, розташований на південній околиці кратера, називається Угуру (англ. Uhuru). Іншими відомими точкам Кібо є Внутрішній Конус (англ. Inner Cone) на висоті 5835 метрів, Точка Ганса Маєра (англ. Hans Meyer Point), Точка Ґілмана (англ. Gilman's Point), Леопардова точка (англ. Leopard Point) та ущелина Йогана (англ. Yohanas' Notch), названа на честь провідника, який супроводжував перше сходження на гору. На південному заході вершини близько 100 000 років тому великий зсув створив Західний Пролом (англ. Western Breach), що височіє на долиною Барранко (англ. Barranco Valley). Мавензі іноді вважається третьою за висотою вершиною в Африці після гори Кенії. Вона сильно пошкоджена ерозією і тепер має вигляд дамби, який відділяється від піків Ганса Маєра, Пуртшеллера (англ. Purtscheller Peak), Південного (англ. South Peak) та Нордекла (англ. Nordecke). Від їх основи його відділяють у східному напрямку відділяють багато розщелин, зокрема Велика та Мала Барранко (англ. Great Barranco, Lesser Barranco). Сідло (англ. The Saddle) — плато площею 3600 га між Мавензі і Кібо. Шира, від якої відділяється Точка Джонселла (англ. Johnsell Point), складається з половини розколотого кратера, від якого залишилися тільки південний та західний краї. На північний схід від нього, на 6200 гектарах, гора має форму плато. Близько 250 менших конусів знаходяться по обидві сторони від цих трьох піків на осі північний захід/південний схід.

### Гідрологія
Льодова шапка Кіліманджаро обмежується вершиною Кібо. У 2003 році вона покривала територію загальною площею 2 км². Вона складається з льодовика Фюртванглера (англ. Furtwängler) у верхній частині, льодовиків Дрігальський (англ. Drygalski), Великий Пенк (англ. Great Penck), Малий Пенк (англ. Little Penck), Пенгальський (англ. Pengalski), Льортшер Нотч (англ. Lörtscher Notch) та Креднер (англ. Credner) на північному льодовому полі (англ. Northern Icefield), льодовиків Барранко (англ. Barranco)(або Малий та Великий Розломи (англ. Little Breach, Big Breach)), Стріла (англ. Arrow) та Уліг (англ. Uhlig) на заході, льодовиків Балетто (англ. Balletto), Діамант (англ. Diamond), Хайм (англ. Heim), Керстен (англ. Kersten), Декен (англ. Decken), Ребман (англ. Rebmann) і Ратцель (англ. Ratzel) на південному льодовому полі (англ. Southern Icefield) і, нарешті, східного льодового поля (англ. Eastern Icefield). Географічна мінливість опадів і сонячного світла пояснює різницю в розмірах між різними льодовими полями.
Цю шапку було колись добре видно, але зараз вона знаходиться в процесі швидкого танення. Вона охоплювала площу 12,1 км² у 1912 році, 6,7 км² у 1953 році, 4,2 км² в 1976 році і 3,3 км² в 1996 році. Протягом двадцятого століття, вона втратила 82 % своєї площі. Вона втратила в середньому 17 метрів товщини між 1962 і 2000 роками. Вона стає все більш розрідженою і повинна повністю зникнути до 2020 року, за оцінками експертів і NASA палеокліматолога Лонні Томпсона (англ. Lonnie Thompson), професор університету Огайо, або до 2040 року згідно з розрахунками наукової групи з австрійського університету Інсбрук, або до 2050 за висновками Каліфорнійської академії наук. Лід на деяких схилах може триматися ще кілька додаткових років через відмінності в місцевих кліматичних умовах.
Шапка гори Кіліманджаро скорочується приблизно з 1850 року через природне зменшення кількості опадів на близько 150 мм, але ця тенденція значно прискорилися в XX столітті. Подібне до нинішнього швидке і майже повне танення льодовика на Кіліманджаро востаннє відбувалося 4000 років тому під час довгої 300-літньої посухи. Таким чином, середньодобова температура збільшилася на 3 °C протягом останніх тридцяти років на Ліамунґу (англ. Lyamungu), на 1230 метрах на південному схилі. Тим не менш, температура постійно залишається нижчою 0 °C на висоті, де знаходяться льодовики. Георг Казер (англ. Georg Kaser) з Університету Інсбрука і Філіп Моте (англ. Philip Mote) з Університету Вашингтона показали, що різке скорочення льодовика відбувається в основному за рахунок зниження кількості опадів. Це може бути пов'язано з місцевими змінами, викликаними знелісненням, що приводить до підвищення густини рослинного покриву і зниження вологості атмосфери. Між зменшенням крижаного покриву і темпами втрати лісів прослідковується закономірність, особливо на початку двадцятого століття і в процесі стабілізації. Тим не менше, про що свідчить характерна гостра форма льоду, лід сублімується сонячним випромінюванням, після кількох вологих десятиліть в дев'ятнадцятому столітті. Це, ймовірно, прискорюється невеликим зменшення альбедо в ХХ столітті, особливо в 1920–1930 роках. Інше явище, яке викликає скорочення льодовиків — поглинання тепла темними вулканічними породами і його розподіл в основі льодовиків. Вони тануть, стають нестійкими і руйнуються, збільшуючи площу поверхні впливу сонячного випромінювання.
Потоки від танення льоду живлять дві значні річки у цьому районі, але 90 % опадів затримуються лісом. Зникнення льодовиків не повинне безпосередньо впливати на місцевий гідрологічний режим, на відміну від знезлісення і тиск людини в результаті чотириразового збільшення водозаборів на зрошення за останні сорок років. Ліси Кіліманджаро отримують 1600000000 кубічних метрів води на рік, 5 % з якої у вигляді опадів. Дві третини повертаються в атмосферу в результаті випаровування. Ліс відіграє потрійну роль як резервуар: він утримує воду в ґрунті, в біомасі та в повітрі. З 1976 року кількість опадів знижується в середньому на двадцять мільйонів кубічних метрів на рік, що за три роки становить обсяг поточної шапки, і 25 % менше за останні тридцять років, еквівалентно річному споживанню питної води мільйоном Чагга.

### Геологія

#### Тектоніка

Спрощена геологічна карта Великої рифтової долини і основних пов'язаних з нею вулканів.

Під час юрського і крейдяного періодів в області, що відповідає нинішньому Кіліманджаро, відбувається ерозія. Саме тому плато складається з докембрійських гнейсу і грануліту. Місцевість поступово сплощується: на півночі і сході формуються рівнини, на північному заході і південному сході з'являються останці, кристалічні наноси видаляються на південь від Палеоцену.
Велика рифтова долина, яка проходить через Східну Африку з півночі на південь, утворюється в міоцені з початком відділення сомалійської плити від африканської. В області, що відповідає східній гілці цього розколу, розломи з'являються в пліоцені і починають накопичуватися алювіальні наноси, що покривають велику частину останців. Розломи сприяють відкриттю грабенів і підйому магми. Кіліманджаро, як і гора Меру, виник на грабені, який пройшов у напрямку з захід-північ-захід на схід-південь-схід формуючи гребінь Амбозелі (англ. Amboseli).

#### Горотворення

Спрощена геологічна карта гори Кіліманджаро.

Вулканізм Кіліманджаро почався в пліоцені і утворення всієї конструкції відбувалося в чотири великі етапи, під час яких в цілому виділилося 5 000 км³ вулканічної породи. Останні три сформували пов'язані стратовулкани, які стали основою Шири, Кібо і Мавензі. Розкол, що проходив через них у напрямку з захід-північ-захід на схід-південь-схід, також призвів до утворення численних супутніх конусів, розділених, приблизно, на вісім зон. Деякі вулканічні жерла, розташовані на вершині, могли були активні під час Голоцену.

#### Склад ґрунту
Коричневі ґрунти верхнього палеоцену свідчать про зміни лісового покриву. Так, на Кіліманджаро були часи бурхливого розвитку рослинності між 30000 і 40000 рр. до н. е., а також між 6000 і 8000 рр. до н. е. Холодні несприятливі періоди призводили натомість до сильної ерозії, особливо соліфлюкційної. Такі явища нині також знаходять на околицях існуючих льодовиків. Обстеження ґрунту також безсумнівно показують більш високу сезонність, ніж у пліоцені.

### Флора і фауна

Карта висотної поясності на горі Кіліманджаро.

#### Рівнини
Рівнини навколо Кіліманджаро розташовані між 800 і 1600 метрами над рівнем моря. Клімат дуже жаркий і сухий. Це відкрите середовище, де вогонь, який часто розпалюється і використовується скотарями масаї, грає ключову роль. Рослинність в основному складається з характерних для савани багатьох видів трав (Hyparrhenia dichroa, Hyparrhenia rufa, Pennisetum mezianum, Pennisetum clandestinum), покритонасінних (Trifolium semipilosum, Trifolium usambarense, Parochetus communis, Streptocarpus glandulossinus, Coleus kilimandscharica, Clematis hirsuta, Pterolobium stellatum, Erlangea tomentosa, Caesalpinia decapetala), африканських баобабів (Adansonia digitata), чагарників (Commiphora acuminata, Stereospermum kunthianum, Sansevieria ehrenbergii) і колючок (Acacia mellifera, Acacia tortilis, Commiphora neglecta), які ростуть до висоти 1 400 м на заході і до 1000 метрів на сході. Ці дерева і чагарники використовуються місцевим населенням для побутових цілей (для їжі, ліків, палива, фуражу, створення огорож і т. д.) і ремесел (виготовлення предметів мистецтва) і деякі ділянки перетворені в угіддя для вирощування зернових культур (голубиний горох, боби, соняшник, просо, кукурудза та ін.), бананів, кави, авокадо, евкаліптів.
Рослинність рівнин є домом для багатьох видів птахів, серед яких Бородатий Бюльбюль (Pycnonotus barbatus), Горихвіст Білобровий (Cossypha heuglini), Бурокрилий Птах-миша (Colius striatus), Бронзова Нектаниця (Nectarinia kilimensis) і ссавців, включаючи срібного галаго (Otolemur monteiri), мишу смугасту (Rhabdomys pumilio), трубкозуба (Orycteropus afer), дік-діка Кірка (Madoqua kirki), ситатунгу (Tragelaphus spekeii), Товстохвостий галаго (Otolemur crassicaudatus) і деревні дамани (Dendrohyrax arboreus).

#### Лісовий пояс
Тропічні ліси, приблизно між 1600 і 2700 метрами над рівнем моря, розділені на чотири зони. Вони ослаблені в результаті діяльності людини (вирубка лісів на нижній межі, підпали на верхній межі) і пояс, який вони складають, має дуже нерівні розміри; так, він є дуже тонким на півночі і заході. Фрагментація лісу спричиняє значне вимирання видів великих ссавців.
Ліс є домом для багатьох видів приматів: блакитних мавп (Cercopithecus mitis), колобусів ангольських (Colobus angolensis) та кіліманджарських (Colobus guereza) та павіанів анубісів (Papio anubis). Інших ссавців, леопардів (Panthera pardus pardus), смугастих мангустів (Mungos mungo), сервалів (Leptailurus serval), китицевухих свиней (Potamochoerus porcus), медоїдів (Mellivora capensis), їжатців (Hystrix cristata) важко спостерігати, хоча вони часто виходять в савану. Срібнощокі калао (Bycanistes brevis), синьоголові турако (Tauraco hartlaubi), турако Шалова (Tauraco schalow), фіолетові турако (Musophaga Violacea), сині мухоловки (Elminia longicauda), райські мухоловки (Terpsiphone viridis), бурокрилі птахи-миші (Colius striatus) і косифа Рупеля (Cossypha semirufa) — види птахів, що живуть в густих кронах.

#### Альпійський пояс
Пустирі і чагарники
Вони розташовані між 2800 і 4000 метрів і отримують від 500 до 1300 мм опадів у рік. Тут присутня рослинність, що складається з деревовидних форм вересових дерев, зокрема еріки деревовидної (Erica arborea) та еріки висотної (Erica excelsa). Ці два види є пірофітами, тобто, вони колонізували випалені землі, які раніше займали хмарні ліси. Так, їхня нижня межа за останні 200–400 років опустилася в різних районах на 700–900 метрів, в результаті випасання на схилах людьми онґамо худоби.
Є також квіткові рослини, такі як кіліманджарський підвид протеї каффри (Protea caffra subsp. kilimandscharica) і кніфофія томсона (Kniphofia thomsonii). У більш захищених ділянках, з'являються нові природні види, як розкидиста сосна (Pinus patula), що послаблює баланс навколишнього середовища (скорочення біорізноманіття, деградація ґрунтів), посилюється його природна горючість. Влада парку намагається боротися з вогнем, але це має навіть протилежний ефект.
Афро-альпійський пояс
Його нижня і верхня межі не позначені дуже чітко, але це, як правило, смуга між 4000 і 5000 метрів. Він характеризується сухим повітрям, в середньому 200 міліметрами опадів на рік, і великими перепадами температур. Види, які тут живуть, відмінно пристосовані до суворого клімату і деякі з них є ендемічними.

#### Сніговий пояс
На висотах вище 5000 метрів, майже нічого не живе. Нерясні опади майже відразу ж просочуються в ґрунт або накопичуються в льодовиках. Тим не менш, неподалік фумароли кратера Ройш (Reusch) було виявлено безсмертник неві (Helichrysum newii). Також на вершині живуть деякі лишайники, що ростуть дуже повільно. Єдина тварина, виявлена на сьогоднішній день на Кібо, є видом павука.

## Маршрути на Кіліманджаро
На Кіліманджаро існує 6 маршрутів для підйому і один для спуску. Кожен з них має свою назву:
- Марангу — з південної сторони
- Мачаме — з південної сторони
- Умбве — з південної сторони
- Ронгаї — єдиний з північної сторони
- Лемошо — з західної сторони
- Шіра — з західної сторони
- Мвека — тільки для спуску

В середньому підйом на вершину і спуск до базового табору займає від 5 до 9 днів, в залежності від обраного маршруту. Існують також десятки альтернативних маршрутів, але вони є менш популярними та не облаштованими.

### Марангу
Серед місцевих провідників через свою популярність носить назву «Кока-кола», довжина маршруту від входу в парк до вершини 64 км, і проходиться такий маршрут за 5–6 днів. Це єдиний маршрут який на своєму шляху обладнаний будиночками, водою та електрикою. Піднімаючись по Марангу, спуск також здійснюється по ньому. Цей маршрут досить швидкий, комфортний та бюджетний, тому найпопулярніший.

### Мачаме
Досить популярний маршрут який ще називають «віскі», згальна довжина маршруту 49 км, його пропонують проходити за 6–7 днів. Популярний насамперед через свою методику підйому, правильну акліматизацію. На початку маршрут проходить по облаштовані стежині, на шляху є туалети. Проживання на маршруті відбувається в наметах, тому цей маршрут обирають люди з досвідом походів. Спуск відбувається по маршруту Мвеке.

### Умбве
Найскладніший маршрут на підйомі до вершини Кіліманджаро, його протяжність всього 37 км, але підйому дуже крутий і важкий, його радять проходити за 6–7 днів. На цьому маршруті мало туристів, його обирають лише досвідчені туристи, які впевнені в адаптаційних властивостях свого організму, так як на маршруті мало етапів акліматизації. Спуск по маршруту Мвека.

### Ронгаї
Дуже цікавий маршрут, його обирають люди які обирають більш самотній трекінг, цей маршрут не популярний серед туристів, але дуже красивий, на шляху трапляються печери, а на початку проходить навіть через декілька поселень. Довжина цього маршруту 65 км, і його пропонують проходити за 6–7 днів. Спуск відбувається по маршруту Марангу.

### Шіра
Маршрут для досвідчених туристів, не дуже популярний. Протяжність понад 50 км та пропонують проходити за 6–7 днів. Збігається з маршрутом Лемошо, який насправді є вдосконаленою версією Шіри. Починаючись з висоти 3600 можливі проблеми з акліматизацією. Спуск по маршруту Мвека.

### Лемошо
Вважається одним з найкрасивіших маршрутів, не надто важкий, добре проходить акліматизація. Довжина цього маршруту 56 км, пропонують його проходити за 6–9 днів. Ще один з плюсів не дуже популярний. Пізніше зливається з Мачаме і йде по одній і тій самій стежці. Сходження по цьому маршруту протягом 8 днів вважається найкращим варіантом для новачків, при цьому показник успіху становить майже 95 %.

## Висотна акліматизація
Через великі відмінності в висоті можливі прояви висотної хвороби. 7, 8 і 9 денні маршрути рекомендуються для сходження (особливо новачкам), так як на них легше адаптуватися до меншої кількості кисню в повітрі. Чим більше часу буде витрачено на гору, тим легше буде акліматизуватися.

## Поточний стан

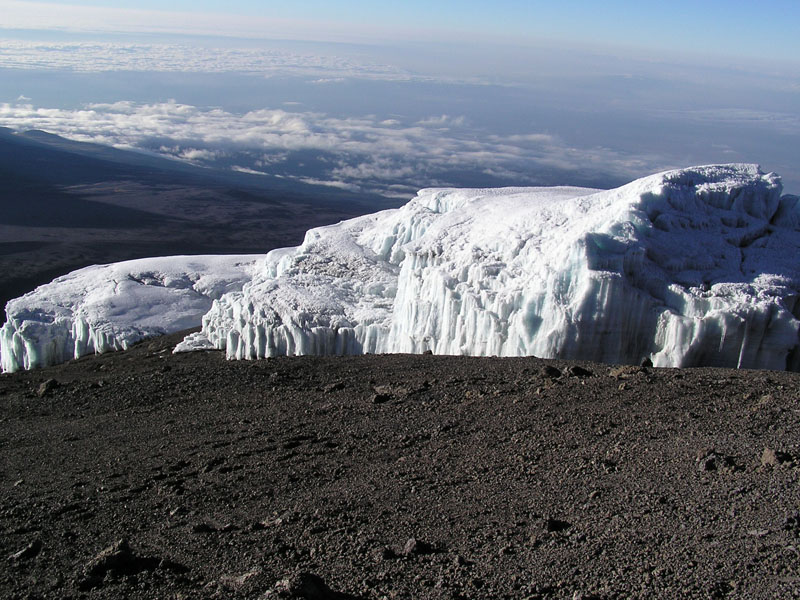
Льодовик на вершині Кіліманджаро, серпень 2003

Хоча сильної вулканічної активності Кіліманджаро не проявляє, останнім часом вулкан привертає до себе увагу багатьох дослідників.
Справа в тому, що сніжна шапка, що вкривала вершину гори 11 тисяч років з останнього Льодовикового періоду, швидко тане. За останні 100 років обсяг снігу і льоду зменшився більш ніж на 80 %. У 2002 році багато експертів вже передбачали повне зникнення льодовика протягом 15 років. У березні 2005 року з'явилося повідомлення, що пік практично повністю звільнився від льоду вперше за останні 11 тисяч років. Вважається, що викликано це не зміною температури, а скороченням кількості снігопадів. Мабуть, знищення лісів в останнє століття серйозно зменшило кількість водяної пари, що досягає вершини Кіліманджаро і випадає там у вигляді снігу.
У районі Кіліманджаро є багато проблем екологічного характеру, наприклад, підтримання екологічної рівноваги і збереження незайманої природи. Велика їх частина пов'язана з діяльністю людини: браконьєрстом, розвитком землеробства і туризму. Ще в 1921 році для захисту джунглів було засновано заповідник. Щоб врятувати цей регіон, в 1977 році було створено національний парк Кіліманджаро площею близько 756 км². Він охоплює територію навколо гори і район плоскогір'я Шира, а також вершини Мавензі і Кібо.

## Кіліманджаро в культурі

### Кіно
- 1952 — Сніги Кіліманджаро — фільм Генрі Кінга.
- 2006 — документальний фільм «Сніги Кіліманджаро» Перша серіяДруга серія Виробництво Телеканал «Інтер» [Архівовано 30 жовтня 2008 у Wayback Machine.] (Україна)
- 2011 — документальний фільм «Останні Сніги Кіліманджаро» Документальний фільм про сходження на вершину Кіліманджаро. Сходженню передує правильна акліматизація групи — відвідування найкращих національних парків Танзанії — Серенгеті, Нгоронгоро і Аруша, а також трек по схилах вулкана Меру. Початок сходження — по стежці Умбве, що вважається найскладнішою. Показані складності шляху на вершину і тріумф сходжувачів.

### Музика
- 1982 — «Казки Кіліманджаро» (англ. Tales of Kilimanjaro) — інструментальна п'єса Карлоса Сантани з альбому «Havana Moon» (1983).

### Художня література
- 1936 — «Сніги Кіліманджаро» (англ. The Snows of Kilimanjaro) — оповідання Ернеста Хемінгуея, яке вперше було опубліковане в американському журналі «Esquire».